# Кокс, Мекиа
Ме́киа Кокс (англ. Mekia Cox; род. 18 ноября 1981) — американская актриса и танцовщица. Наиболее известная роль — Саша в сериале «90210: Новое поколение». Кроме того, она танцовщица из труппы Майкла Джексона для тура «Майкл Джексон: Вот и всё». В 2010 году снялась в шпионской драме Джей Джей Абрамса «Под прикрытием».
У актрисы большой опыт работы на телевидении — она снималась в программах Universal Studios и Nickelodeon. Продолжает работать во многих танцевальных школах Америки и принимает участие в постановке мюзиклов, таких как, например «Слава».

## Биография и начало карьеры
Мекиа, уроженка острова Санта-Крус, переехала вместе с семьёй в Орландо, штат Флорида в возрасте семи лет, пять из которых училась танцам в школе U.S. Virgin Islands. В 1989 году актрису пригласила участвовать в рождественском шоу для «Disney’s Magic Kingdom». Благодаря тому, что недалеко располагалась студия Universal Studios, девочку заметили и пригласили участвовать в различных шоу канала Nickelodeon: «Мой брат и Я», «Кинан и Кел» и «Всё это».
В 1989 году окончила школу Dr. Phillips High School, где изучала исполнительное и певческое искусство. Получила степень магистра музыки в Государственном университете Флориды в 2003 году, получив приглашение в их музыкальную программу. Летом работала в театре Heritage Repertory в Виргинии, где исполнила роли в постановках Smokey Joe’s Cafe и Anything Goes, а также играла в сериале «Ноа знает лучше» канала Nickelodeon. Также участвовала в постановка «Рента» (роль Мими Маркес), «Чикаго» (роль Лиз) и «Кабаре» (роль Френчи).
Окончив обучение, получила роль Сары в мюзикле «Регтайм» в театре Merry-Go-Round Theater в Нью-Йорке. Следующие два года Мекиа гастролировала по стране с ролью Кармен в мюзикле «Слава», а также вернулась к роли Бренды в шоу «Smokey Joe’s Café». Затем переехала в Лос-Анджелес, где проживает и по сей день. Любит рисовать и учится играть на гитаре.

## Кино и телевидение
Перед тем, как получить роль в сериале «Под прикрытием», Мекиа появилась в нескольких шоу: «C.S.I.: Место преступления Нью-Йорк», «Две половины» и «Холм одного дерева» (Фэйт в 3-м сезоне, 10 эпизоде). Её последние работы — сериал «Кости» и 4 эпизода сериала «Отель Парадиз» в 2008 году. Кроме того, у неё небольшие роли в мюзикле «Я поцеловала вампира» и комедии о кризисе среднего возраста «Эта дурацкая любовь», которые вышли в прокат в июле 2011 года.
Кокс стала одной из двух девушек, которые выиграли право на участие в танцевальном туре «This Is It», обойдя 500 претенденток. Также появилась и в одноимённом документальном фильме. Она танцует с Джексоном во время репетиций номера «The Way You Make Me Feel».
Кокс появилась в 6 эпизодах второго сезона сериала «90210: Новое поколение» и 4 эпизоде третьего сезона, который вышел в эфир 4 октября 2010 года. Её персонаж по имени Саша, которой двадцать с небольшим, начинает встречаться с главным героем, школьником Диксоном Уилсоном, не зная, что он учится в школе. Саша — диджей, с которым Диксон познакомился во время вечеринки на яхте, где она работала. У обоих персонажей был одинаковый рингтон, что помогло им сблизиться. Когда Саша узнала правду о Диксоне, она его бросила. Но позже, вновь начала встречается с ним. Через некоторое время чувства Диксона прошли, и он хотел уйти от неё, и тогда девушка притворилась, что беременна. В третьем сезоне Саша вновь появляется в жизни Диксона, чтобы сообщить, что у неё ВИЧ, и, возможно, он заразился.
29 октября 2009 года актриса появилась на «Шоу Эллен Дедженерес», чтобы исполнить желание, которое загадала ведущая в свой день рождения.
Мекиа Кокс появилась во всех эпизодах сериала «Под прикрытием». Её персонажа зовут Лиззи Грэм, она — сестра главной героини, не подозревающей о причастности её семьи к ЦРУ. Первоначально Джессика Паркер Кеннеди должна была сыграть эту роль, но актриса выбыла из проекта. Кокс описывает свою героиню следующим образом: «Лиззи — добрый человек по натуре, она девушка с открытым сердцем, но у неё, как и у всех есть прошлое, с которым она пытается справиться».
В 2017 году вышел 7 сезон американского телесериала Однажды в сказке канала АВС, где Мекиа исполнила роль принцессы Тианы.

## Фильмография
| Год          |     | Русское название                    | Оригинальное название | Роль                   |
| ------------ | --- | ----------------------------------- | --------------------- | ---------------------- |
| 1994         | с   | Мой брат и я                        | My Brother and Me     | Майра                  |
| 2005         | с   | C.S.I.: Место преступления Нью-Йорк | CSI: NY               | Киа Роу                |
| 2005         | с   | Половинка и половинка               | Half & Half           | Алисия                 |
| 2006         | с   | Холм одного дерева                  | One Tree Hill         | Фэйв                   |
| 2008         | с   | Кости                               | Bones                 | Селеста Катлер         |
| 2009—2010    | с   | 90210: Новое поколение              | 90210                 | Саша                   |
| 2010         | ф   | Я поцеловала вампира                | I Kissed a Vampire    | Никки Но               |
| 2010—2012    | с   | Под прикрытием                      | Undercovers           | Лиззи Гиллиам          |
| 2011         | с   | Менталист                           | The Mentalist         | Трейси Занига          |
| 2011         | ф   | Эта дурацкая любовь                 | Crazy, Stupid, Love.  | Тиффани                |
| 2012         | ф   | Недетские танцы                     | Battlefield America   | Сара Миллер            |
| 2012         | с   | Необходимая жестокость              | Necessary Roughness   | Зетти Листон           |
| 2012         | с   | Общее дело                          | Common Law            | Дестини                |
| 2012         | с   | Воздействие                         | Leverage              | Катрина Хардт          |
| 2012—2014    | с   | Кей и Пил                           | Key and Peele         | девушка / Мишель Обама |
| 2013         | ф   |                                     | After Dark            | Бри                    |
| 2013         | кор |                                     | The Exchange          | Лиза                   |
| 2013         | с   | Город гангстеров                    | Mob City              | Аня                    |
| 2013—2014    | с   | Почти человек                       | Almost Human          | Анна                   |
| 2014         | с   | Готэм                               | Gotham                | доктор Тоусон          |
| 2015         | ф   |                                     | The Squeeze           | Лана                   |
| 2015         | с   | Анатомия страсти                    | Grey’s Anatomy        | Блэр Винсон            |
| 2016         | с   | Американская семейка                | Modern Family         | Энджи                  |
| 2016         | с   | Самозванец                          | Impastor              | Жасмин                 |
| 2016         | с   | Секреты и ложь                      | Secrets & Lies        | Аманда Уорнер          |
| 2016—2019    | с   | Медики Чикаго                       | Chicago Med           | Робин Чарльз           |
| 2017—2018    | с   | Однажды в сказке                    | Once Upon a Time      | Тиана / Сабина         |
| 2019         | ф   | Если не сейчас, то когда?           | If Not Now, When?     | Сюзанна                |
| 2019 — н. в. | с   | Новичок                             | The Rookie            | Найла Харпер           |